# Guje Sevón
Guje Agneta Sevón, född Lindberg, den 20 september 1943 i Sanda församling på Gotland, är en svensk ekonom och psykolog samt professor emerita.

## Biografi
Guje Sevón föddes på Gotland men växte upp i Lycksele och i Luleå, där hon blev student. Hon avlade 1965 ämbetsexamen i psykologi vid Uppsala universitet.
Sevón disputerade för ekonomie doktorsgrad i psykologi 1978 vid Åbo Akademi i Finland. Hon utnämndes till docent i psykologi vid Åbo Akademi 1980 och i vuxenpedagogikens psykologi vid Helsingfors universitet 1982.
Från år 1967 arbetade hon vid Svenska handelshögskolan (Hanken) i Helsingfors där hon åren 1973–1983 var direktör för Forskningsinstitutet och 1983–2001 professor i företagsledning och organisation. År 2001 blev hon kallad till en professur i ekonomisk psykologi med särskild inriktning mot organisationspsykologi vid Handelshögskolan i Stockholm. Hon hade denna tjänst fram till 2005.
Sevón har samtidigt varit gästprofessor vid Copenhagen Business School 1996–1999 och under sammanlagt cirka 3 år gästforskare vid Stanford University, vid University of Auckland Business School, University of Technology, Sydney och Università degli Studi di Siena. Hon är en av de fem grundarna av forskningsinstitutet Scancor vid Stanford University och har varit styrelsemedlem i International Association of Applied Psychology. Hon är sedan 1986 ledamot av Finska Vetenskaps-Societeten.
Vid sidan av den akademiska verksamheten har hon varit ledamot i ett stort antal styrelser, bland annat i banken Aktia (Helsingfors), Samfundet Folkhälsan (Helsingfors) och i Moderna Dansteatern (Stockholm) samt i delegationen för Stiftelsen Svenska Teatern (Helsingfors). Hon är sedan 2013 medlem i styrelsen för Svensk-Danska Kulturfonden och var 2014–2016 ordförande för Grafikens Hus.
Sevóns publicering har (2025) enligt Google Scholar över 5 000 citeringar och ett h-index på 17.

### Familj
Guje Sevón gifte sig 1965 med juristen Leif Sevón och flyttade till Helsingfors i Finland. De har två gemensamma barn. Hon är sedan 1999 gift med Per Olof Berg och bosatt i Sverige.